# Grauw zandoogje
Het grauw zandoogje (Hyponephele lycaon) is een dagvlinder uit de familie van de Nymphalidae, de vossen, parelmoervlinders en weerschijnvlinders. De voorvleugellengte bedraagt 20 tot 24 millimeter. De soort komt voor over een groot deel van het Palearctisch gebied. In Europa komt de soort vooral voor in het zuiden en oosten. De soort kent één jaarlijkse generatie die vliegt van juni tot augustus. De vlinder vliegt op hoogtes tot 2200 meter.
De waardplanten van het grauw zandoogje zijn soorten uit de grassenfamilie. De soort overwintert als rups.